# Alessandro Achillini
Alessandro Achillini (Latim Alexander Achillinus; (Bolonha, 20 ou 29 Outubro de 1463 (ou possivelmente 1461) - 2 de agosto de 1512) foi um filósofo e médico italiano.

## Biografia
Achillini nasceu em Bolonha e viveu lá a maior parte de sua vida. Era filho de Claudio Achillini, membro de uma antiga família de Bolonha. Ele foi celebrado como professor de medicina e filosofia em Bolonha e Pádua, e foi denominado o segundo Aristóteles.
Ele era de natureza muito simplista. Ele não era hábil nas artes da adulação e da trapaça a tal ponto que seus alunos mais espirituosos e imprudentes muitas vezes o consideravam um objeto de ridículo, embora o honrassem como professor. Ele também possuía uma disposição bastante viva. Segundo a descrição de um colega, ele era bonito, alto, mas bem proporcionado, alegre, feliz, muitas vezes sorridente e afável. Achillini nunca se casou. Sua reputação entre seus colegas era admirável e ele era altamente respeitado. E embora Achillini fosse culto e formidável em debates, dizia-se que era um tanto rígido e rígido em suas palestras. Após sua morte, muitas pessoas ficaram extremamente devastadas. Suas obras filosóficas foram impressas em um fólio de volume, em Veneza, em 1508, e reimpresso com adições consideráveis em 1545, 1551 e 1568.
Ele morreu em Bolonha em 2 de agosto de 1512 e foi sepultado no dia seguinte na Igreja de São Martinho. Entre suas descobertas notáveis, ele é conhecido como o primeiro anatomista a descrever os dois ossos do tímpano da orelha, denominados martelo e bigorna. Em 1503, ele mostrou que o tarso (parte média do pé) consiste de sete ossos, ele redescobriu o fórnice e o infundíbulo do cérebro. Ele também descreveu os dutos das glândulas salivares submaxilares.
Seu irmão era o autor Giovanni Filoteo Achillini, e seu sobrinho-neto, Claudio Achillini (1572-1640), era advogado.
Em 1506, foi obrigado a deixar Bolonha devido à expulsão da poderosa família Bentivoglio, da qual era partidário. Ele então foi para Pádua, onde foi nomeado professor de filosofia.

## Carreira
Alessandro Achillini começou a lecionar aos 21 anos. Dos anos 1484-1512, exceto 1506-1508, foi professor de Medicina e / ou Filosofia na Universidade de Bolonha. Durante o período de 2 anos entre 1506-1508, Achillini foi professor na Universidade de Pádua. Achillini lecionou em Bolonha durante 28 anos, o que é mais tempo do que qualquer pessoa que já ensinou medicina ou filosofia em Bolonha.
A Universidade de Pádua tinha um estatuto, que se um professor deixasse de ler em algum dia designado, ou deixasse de ter um determinado número de alunos, isso seria documentado e posteriormente haveria uma diminuição do salário por ocorrência. Durante os meses de dezembro a março de 1506 - 1507 Achillini não cumpriu o requisito de leitura, ao qual foi penalizado com 351 liras bolonhesas. Achillini também recebeu duas cartas de palavras fortes em agosto e setembro de 1507 da Comuna de Bolonha afirmando que sua ausência não era autorizada e, se continuasse, ele seria punido severamente (500 ducados de ouro pela primeira ofensa).
Achillini participou de várias comissões de doutorado como membro para exame e aprovação de candidatos. Há registros dele comparecendo pelo menos noventa vezes a esses procedimentos. Os procedimentos são exames de doutorado ou eleição de novos membros para a Companhia de Médicos Colegiados.
Além disso, Achillini era bem versado em teologia. Seus projetos iniciais indicam interesse em entrar no sacerdócio. Ele parece ter começado seus estudos de seminário antes de 1476; o ano em que entrou na tonsura na Catedral de Bolonha. E embora mais tarde ele tenha mudado seu foco para a academia, ele permaneceu um teólogo ativo ao longo de sua vida e contribuiu para dois Congressos Gerais da Ordem Franciscana; um em Bolonha em 1494 e outro realizado em Roma entre 1505 e 1506.
Enquanto residia em Bolonha, Achillini foi creditado como sendo fundamental para gerar interesse em Guilherme de Ockham. A extensão do endosso de Achillini é difícil de discernir, mas acredita-se que ele e seus contemporâneos na universidade instigaram um breve renascimento Ockhamístico, refletido nas obras posteriores de seus alunos.

## Publicações

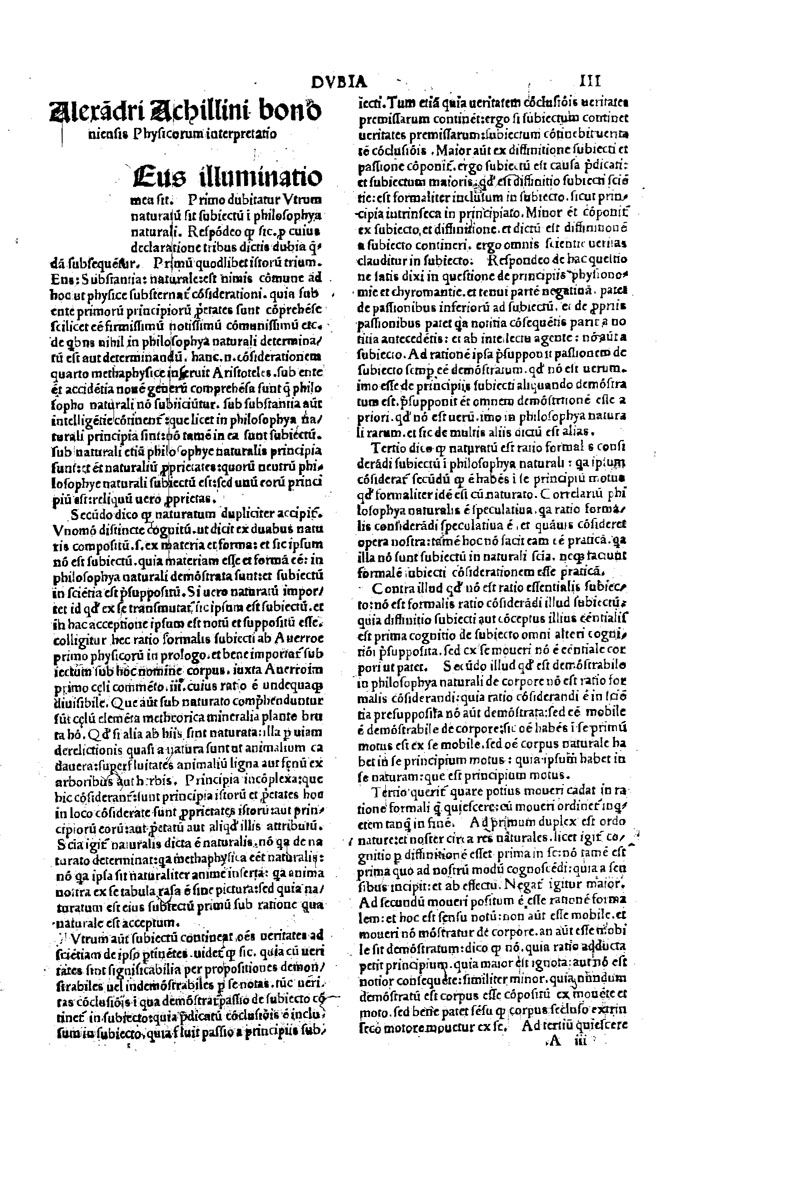
Expositio primi physicorum, 1512

As “Notas Anatômicas do Grande Alexandre Achillinus de Bolonha” demonstram uma descrição detalhada do corpo humano. Achillini compara o que ele descobriu durante suas dissecações com o que outros como Galeno e Avicena descobriram e nota suas semelhanças e diferenças. Achillinus afirma que há sete características ao examinar o corpo, em vez das seis consideradas dadas no livro de Galeno Sobre as Seitas. Essas sete características são tamanho, número, localização, forma, substância como em magra ou espessa, substância como em carne ou ossuda e tez. Neste trabalho, Achillinus também dá instruções sobre como proceder com certas dissecções e procedimentos, como castração, extração de pedra e remoção da caixa torácica para examinar melhor o coração e os pulmões.
Ele também foi distinguido como um anatomista, entre seus escritos, De humani corporis anatomia (Veneza, 1516–1524), e Annotationes anatomicae (Bologna, 1520). As Annotationes Anatomicae de Achillini foram publicadas pela primeira vez por seu irmão, Giovanni Filoteo, em 24 de setembro de 1520. Foi publicado em um pequeno formato de dezoito fólios com um par de poemas de seis e dois versos cada.